# Весло (мис)
43°39′15″ пн. ш. 145°32′23″ сх. д. / 43.65417° пн. ш. 145.53972° сх. д.
Весло́ (рос. Весло) — мис на крайньому півдні російського острова Кунашир, є крайньою точкою Весловського півострова. Знаходиться у протоці Зради, що сполучає Кунаширську протоку з Південно-Курильською, навпроти японського острова Хоккайдо (півострів Ноцуке-Ханто). Є східним мисом при вході в затоку Зради (західний — мис Палтусів).
Мис низинний, максимальною висотою до 2 м, вкритий болотами та лучною рослинністю. На південний схід від острова простягається риф Бурун. Територія мису входить до складу Курильського державного природного заповідника.